# Андрей Васильевич Меньшой
Андрей Васильевич Меньшой (Молодой) (8 августа 1452 — 10 июля 1481), удельный князь Вологодский (1462—1481), седьмой сын великого князя Московского Василия II Васильевича Тёмного (1415—1462) и Марии Ярославны (ок. 1418—1484).

## Биография
В 1462 году после смерти своего отца Василия Тёмного Андрей Меньшой получил в удельное владение города Вологду, Кубену и Заозерье.
Княжил, не вступая в противоречия и в целом не противясь воле своего старшего брата, великого князя Московского Ивана III, в связи с чем пользовался его благосклонностью и расположением. В 1471 году Иван III, выступая в поход против Великого Новгорода, оставлял «блюсти вотчину» старшего сына Ивана Молодого и брата Андрея Меньшого. В 1472 году Иван III, довольный поведением младшего брата в период конфликта с другими братьями Андреем Большим (Горяем) и Борисом, придал к его вологодским владениям ещё и Тарусу. Умирая, в 1481 году Андрей, будучи бездетным, в своей духовной грамоте завещал свой удел старшему брату Ивану III. Похоронен в Архангельском соборе Московского Кремля.